# Székesfehérvár
Székesfehérvár [sékeš-] (česky Stoličný Bělehrad, latinsky Alba Regia, německy Stuhlweißenburg) je město s župním právem v Maďarsku, správní centrum župy Fejér. Je současně i okresním městem. V Székesfehérváru žije přibližně 96 tisíc obyvatel a má rozlohu 170,89 km². Neformálně se mu také říká i Město králů.

## Název
Název Székesfehérvár je v maďarském jazyce složený ze tří části: Székes-fehér-vár. První z nich znamená (královský) stolec a odkazuje na význam města jako prvního sídla uherských králů. Slovo fehér označuje v maďarštině barvu bílou a slovo vár hrad, sídlo. O původu přívlastku "bílý" existuje několik hypotéz. Slovo Fehér snad označovalo určitou větev vládnoucí dynastie Arpádovců. V tomto významu se vyskytuje v kronikách krále Ondřeje I. Možná slovo odkazuje k barvě vápence, použitého ke stavbě nejstarších objektů, resp. k barvě nátěru zdí.
České toponymum Stoličný Bělehrad, používáno již v historických pramenech, je kalkem maďarského kompozita, stejně jako německé Stuhlweißenburg, latinské Alba Regia či ikavské chorvatské Stolni Biograd. Dříve se město jmenovalo pouze Fehérvár (Bělehrad), nicméně vzhledem k existenci dalších významných měst s tímže jménem (např. srbské metropole Bělehrad, maďarsky Nándorfehérvár) bylo ve svém názvu specifikováno. Je předmětem sporu, zdali je původní název slovanského původu a byl přeložen do maďarštiny, nebo je naopak maďarský a byl do slovanských jazyků převzat.

## Přírodní poměry
Město se nachází na půli cesty z metropole země Budapešti směrem k Blatenskému jezeru, v rovinaté krajině, kterou ze severozápadu ohraničuje Bakoňský les a pohoří Vértes. Část pohoří přechází v mírně zvlněnou krajinu a zasahuje do města (místní část Öreghegy). Východně od Székesfeherváru se nachází vrchol Meleg-hegy a Velenské jezero (maďarsky Velence-tó).

## Historie
Kontinuální osídlení oblasti Székesfehérváru, a to Kelty, je poprvé doloženo v 5. století př. n. l. Malé sídliště s názvem Gorsium bylo v blízkosti města i v době římské provincie Panonie. Již v období antiky zde vedly obchodní cesty z prostoru dnešní Budapešti k Blatenskému jezeru, Velenskému jezeru a poté dále k Jaderskému moři a do dnešní Itálie.
Po příchodu Maďarů bylo založeno jako středověké město knížetem Gejzou roku 972. Stalo se významnou součástí uherského státu. Vzniklo na několika kopcích obklopených močály a potoky Gaja-patak a Sárvíz. Později je král Štěpán I. vyhlásil hlavním městem království. Ve 30. letech 11. století zde byla dokončena bazilika, zasvěcená panně Marii. Zde bylo korunováno 38 a pohřbeno 18 uherských králů. Ve středověku zde stál značný počet kostelů a klášterů. Zastavovali se zde poutníci cestující do Svaté země. První kostel v Uhrách, který vznikl v byzantském stylu, byl zbudován právě zde. Byl zasvěcen Panně Marii.

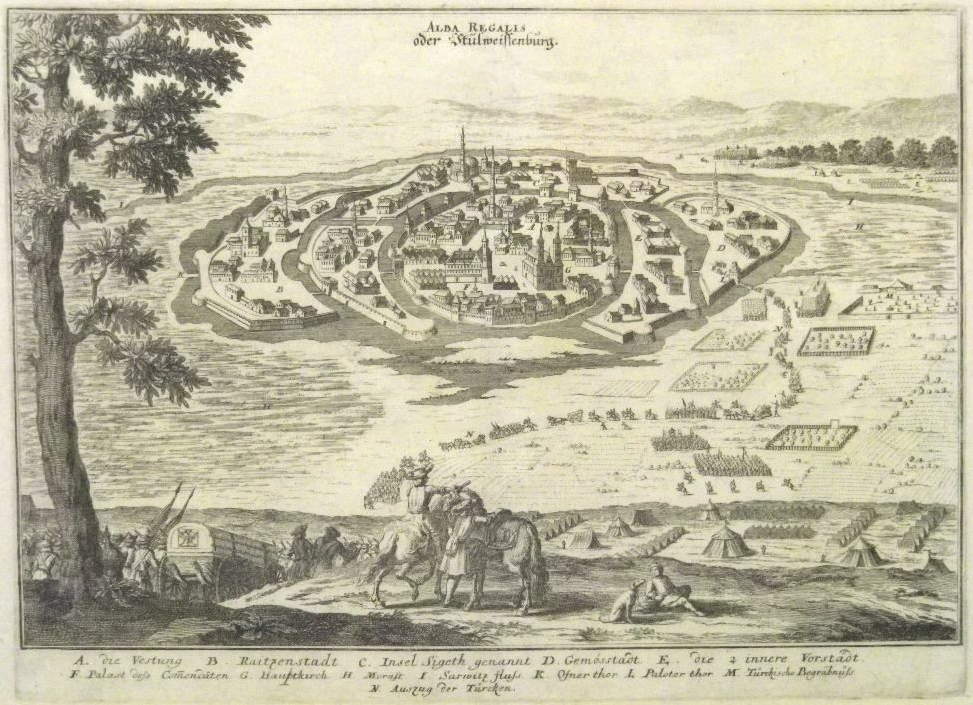
Pohled na město v roce 1601

Město bylo řádně opevněno a hradby odrazily dokonce i mongolskou invazi ve 13. století, a to mimo jiné také kvůli rozbahnění okolních luk a polí. Sídlo uherských králů však bylo přesto přeneseno na nově vzniklý budínský hrad. Ještě král Béla IV. nicméně vládl ze Székesfeherváru. Ten však i nadále zůstal místem korunovací uherských králů. Měl i řadu dalších výsad; byl prvním svobodným městem v Uhersku. Kromě toho, že zde mohly být pořádány trhy, se tu také nacházel královský vinný sklep a prováděla se i ražba mincí. Město bylo také významnou zastávkou na poutích do Svaté země. 
Roku 1543 město neodolalo útoku Turků. Turci pod vedením Bega Ahmeda vyplenili místní hrobky i kostely. Korunovačním městem se nově stal Prešporok (Bratislava). Řada místních uprchla a na jejich místo se dosídlili příslušníci porobených národů Osmanské říše, nebo přímo Turci. Osmanskou vládu přerušil jen jeden rok (1601) během dlouhé turecké války. V témže roce byl nicméně zničen kostel, kde se nacházel náhrobek sv. Štěpána. Zhroutila se také jedna z hradních věží a samotný hrad byl silně poškozen.
Když město dobyla armáda Leopolda I. Habsburského v čele s Evženem Savojským v roce 1688, našli zde osvoboditelé pouze trosky. Székesfehérvár byl poté během 17. a 18. století prakticky znovu postaven. Stavební boom probíhal hlavně v první polovině 18. století. Již roku 1710 byla dokončena nová radnice. Přetrvalo se jen minimum objektů ze středověku, pozůstatky turecké okupace nejsou v podstatě žádné. Zbytky středověkých pozůstatků jsou shromážděny v tzv. Zahradě trosek, kde se nachází i náhrobek údajně[zdroj?] patřící svatému Štěpánovi.
Nová barokní katedrála svatého Štěpána byla postavena na troskách středověké baziliky původně zasvěcené Panně Marii. Její výstavba byla zahájena roku 1758. Nedaleko od ní je jedna z mála dochovaných gotických památek, kaple sv. Anny. Jako svatostánek sloužila i Turkům během okupace Uher. Místní diecéze byla založena roku 1777.
V závěru 19. a začátku 20. století nebylo město podstatněji industrializováno a začalo být stále ve větším stínu mnohem lidnatější Budapešti. V roce 1848 Székesfehérvár obsadilo vojsko pod vedením Josipa Jelačiće.
Roku 1867 zbudovala místní židovská komunita svoji synagogu (zničena byla za druhé světové války během leteckého úderu na město. Přelom 19. a 20. století přinesl vznik řady dalších veřejných budov a kulturních institucí, stejně jako v celém tehdejším Uhersku. 

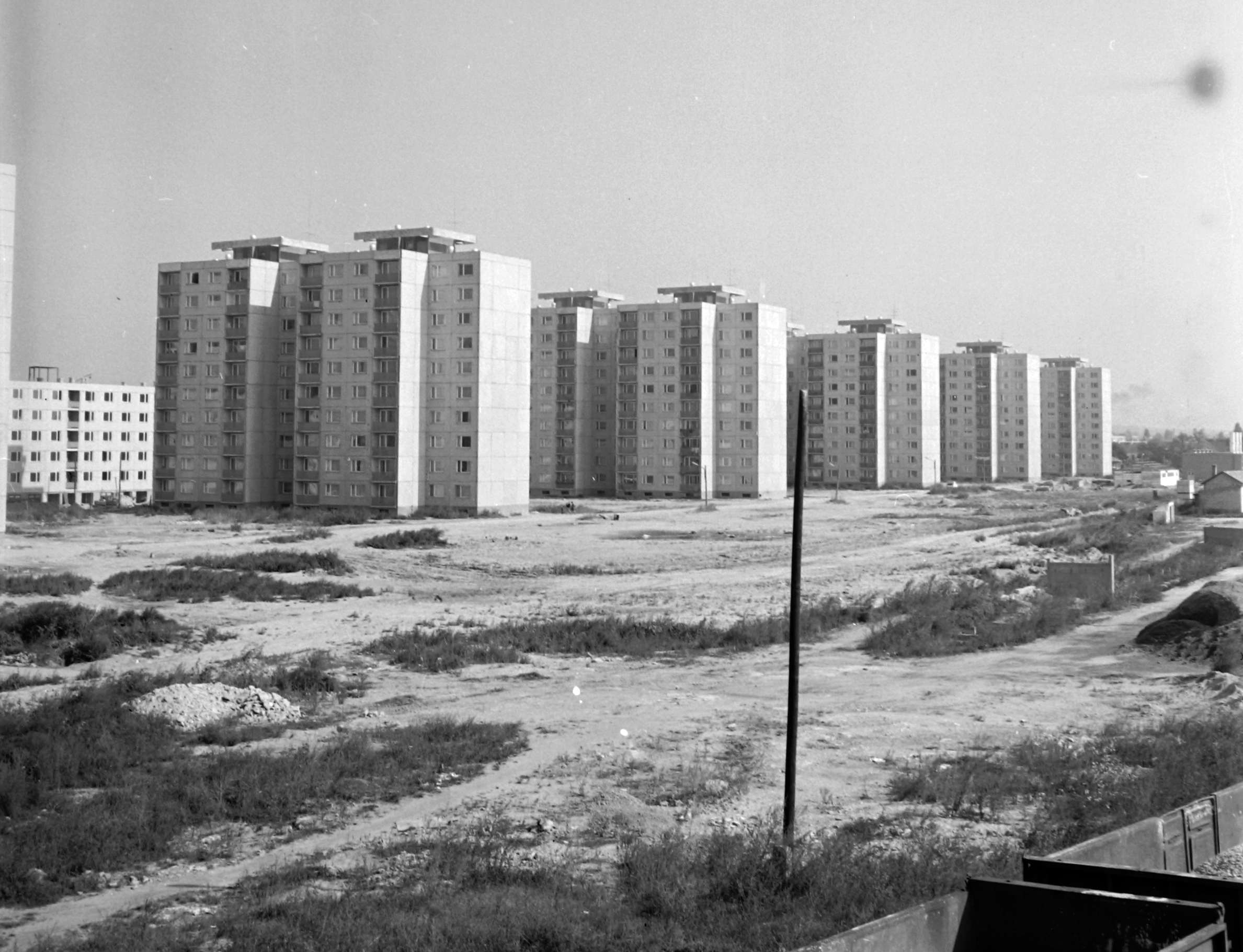
Výstavba panelového sídliště v roce 1972

V meziválečném období vysílal ze Székesfehérváru rozhlas. V jeho blízkosti byly postaveny vysílače. Ocelové stožáry měly výšku 152 m. Stály až do roku 2009.
Během druhé světové války bylo město intenzivně bombardováno spojeneckým letectvem. Poničena byla celá řada domů i historických památek; hrad musel být nákladně rekonstruován.
V roce 1951 došlo v blízkosti místního nádraží k železničnímu neštěstí, při kterém zemřelo 150 lidí.
Město, které mělo ještě v roce 1945 35 000 obyvatel, se do konce 70. let rozrostlo na 100 000. Byla postavena nová sídliště. Mnohá z nich se nacházejí v bezprostřední blízkosti středu Székesfehérváru (Palotavárosi-lakótelép, Vizivárosi-lakótelép). Samotné centrum města si nicméně udrželo svůj barokní ráz a budovy byly zachovány jako umělecké památky. Původní historická celistvost města však byla narušena a roztříštěna.
V druhé polovině 20. století bylo město nadále industrializováno. Postavena byla např. i válcovna hliníku a továrna na výrobu motockylů. Vybudována byla dále i továrna na televizory Videoton. Výrobce polovodičů IBM zde založil továrnu na pevné disky, která byla koncem roku 2002 uzavřena. Dnes na místě sídlí Denso, dodavatel pro automobilový průmysl.
V závěru druhé dekády 21. století bylo také rozhodnuto, že maďarský generální štáb bude přemístěn právě sem.

## Obyvatelstvo

### Struktura obyvatelstva
V roce 2011 žilo v Székesfehérváru 100 570 obyvatel, což činí cca 1/4 celé župy Fejér. Obyvatelstvo postupně stárne; podíl obyvatel do 20 let věku činí jen 19 %, zatímco osob v seniorském věku je na počtu obyvatel města téměř čtvrtina. 
Od druhé poloviny 20. století počet obyvatel Székesfehérváru rostl bouřlivým tempem až do roku 1990, především díky rychlé urbanizaci celého Maďarska a s ní ruku v ruce jdoucí industrializaci. Po roce 1990 ale začal počet obyvatel postupně klesal. Měřitelný vliv na odchod lidí z města měla také suburbanizace a vzestup okolních obcí (Úrhida, Szabadbattyán, Fehérvárcsurgó, Agárd, Gárdony, Pákozd, Pátka).
Obyvatelstvo je drtivou většinou maďarské národnosti. K jiným národnostním skupinám se v posledním sčítání lidu přihlásily jen desetiny procent obyvatel; k německé např. 1,27 % obyvatel, k romské 0,82 % obyvatel apod. Některé místní názvy dokládají přítomnost jiných etnik, např. Ráchegy (srbské obyvatelstvo) aj.[zdroj?]

### Náboženský život
Jako věřící se v roce 2001 deklarovalo 69 % obyvatel města. Většina obyvatel se rovněž hlásí k Římskokatolické církvi (cca 54 % křesťanů). Ve městě se nachází okolo deseti katolických kostelů, několik kostelů evangelických, resp. protestantských a jeden kostel, který patří srbské pravoslavné církvi.
Zastoupená je ale také i luteránská církev a lidé se hlásí také ke kalvinismu. K židovské obci se přihlásily jen nižší desítky osob. Židé zde mají svoji modlitebnu, původní synagoga byla stržena v roce 1946.

## Hospodářství

### Zemědělství
Okolí města je intenzivně zemědělsky využíváno. Plochu polí nicméně omezují kromě přírodních rezervací i různé močály, např. Sárvíz.

### Průmysl

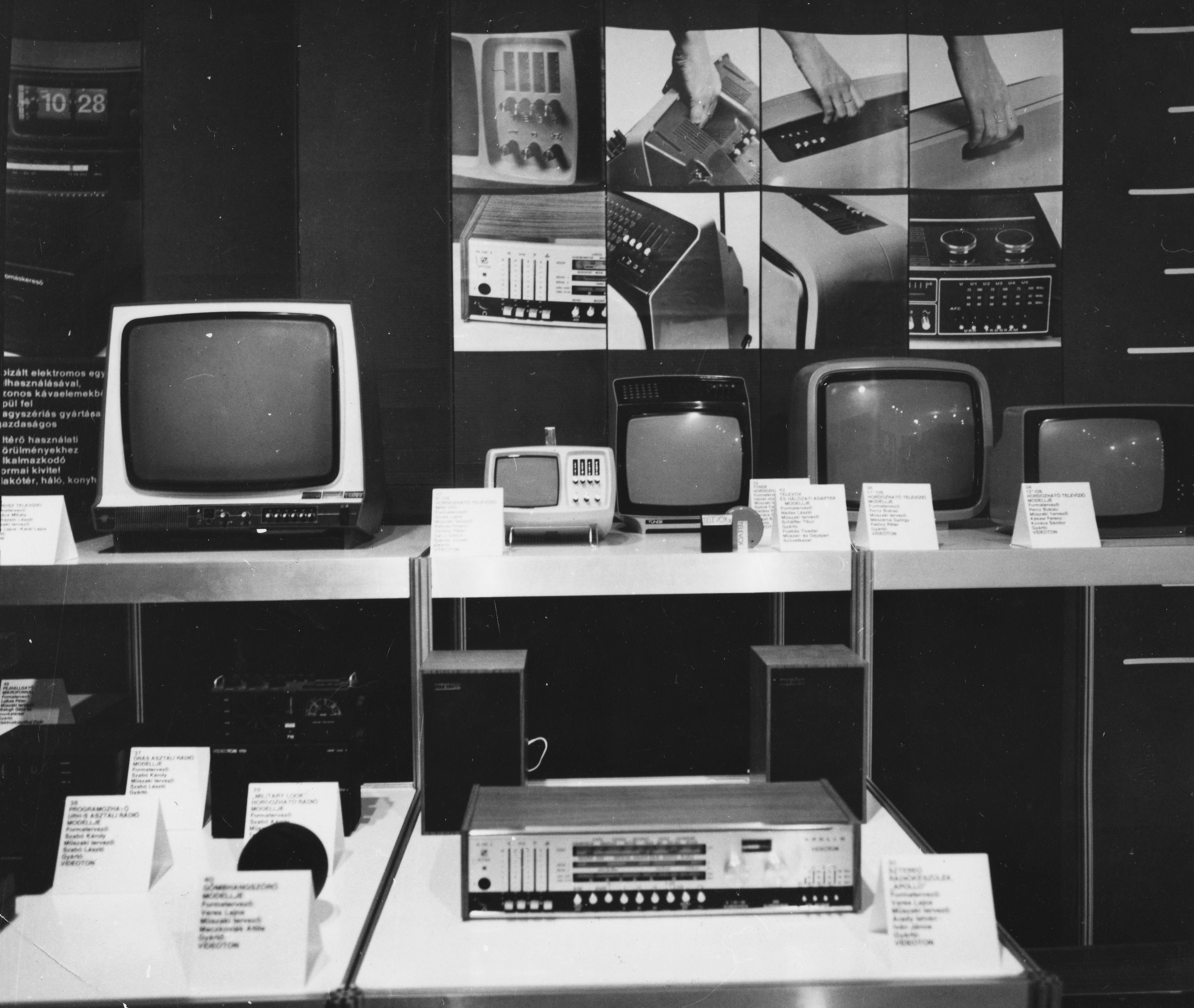
Elektronická zařízení, která se vyráběla v Székesfehérváru

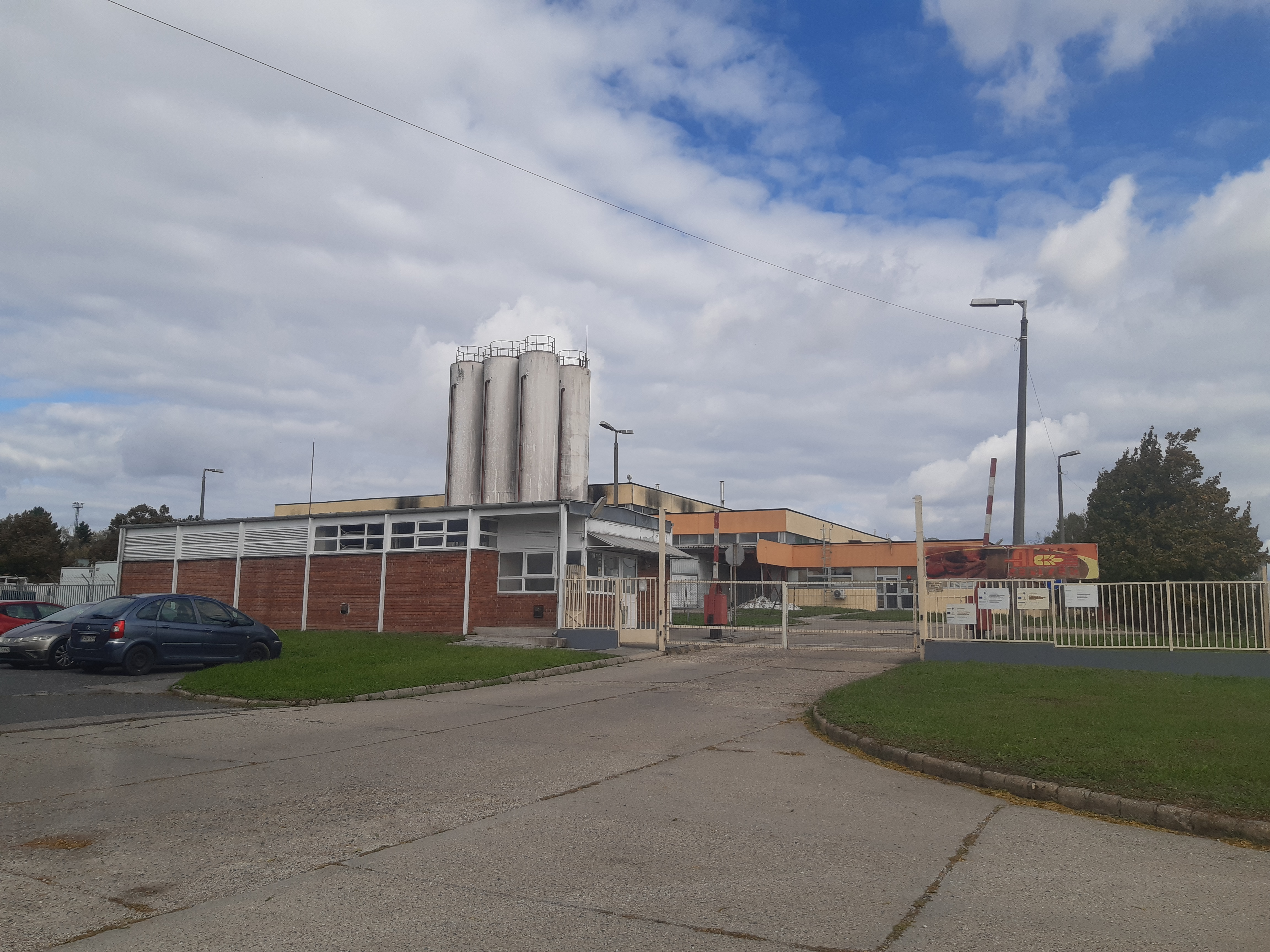
Pekárenský závod.

Ekonomicky významné město se podílí na 1/3 HDP celého regionu Středního Zadunají.
Industrializace města byla iniciována ve 30. letech 20. století. Mimo jiné se zde nachází i zbrojní závody. Kvůli tomu se město stalo cílem spojeneckého bombardování za druhé světové války.
V 50. letech byly některé místní průmyslové podniky přemístěny do města Dunaújváros (Sztalinváros). V období vlády Jánose Kádára byl tento proces zastaven a město získalo další potřebné investice do hospodářského rozvoje. Sídlila zde např. i společnost Ikarus vyrábějící autobusy (do roku 2003). Kromě toho se zde také nacházel závod společnosti Videoton, která se věnovala výrobě spotřební elektroniky jak pro širokou veřejnost, tak i pro potřeby armády. Město mělo v oblasti rozvoje elektroniky dominantní postavení v celém Maďarsku.
V 90. letech 20. století bylo jedním ze symbolů transformace a modernizace maďarské ekonomiky a bylo přezdíváno maďarské Silicon Valley. Do roku 2002 se v přílivu zahraničních investic vyrovnalo Győru. V témže roce nicméně HDP na obyvatele pokles na krátkou dobu pod celomaďarský průměr.
Průmyslové zóny se nachází na jižním a také jihozápadním okraji města, v blízkosti dálnice. Z původní společnosti Videoton zde působí ještě VT Metál, VT Plastic, VT Autóelektronika a VT EAS. Celý holding zde zaměstnává okolo deseti tisíc lidí. I přes to na rozdíl od jiných maďarských měst nicméně Székesfehérvár není hospodářsky vázán na jeden silný subjekt (např. jako je tomu v případě Győru Audi apod.) a tak je místní ekonomika vystavena méně různým ekonomickým tlakům a změnám. Zůstal zde ale větší podíl průmyslu (vyšší oproti celomaďarskému průměru). V roce 2006 bylo v zemědělství zaměstnáno 1,6 % práceschopného obyvatelstva, zatímco v průmyslu to bylo 43,5 % lidí a 53 % obyvatel pracovalo ve službách.
Zastoupen je rovněž i potravinářský průmysl, nachází se zde mlékárna a vyrábí se zde různé druhy sušenek a dalších průmyslově vyráběných potravin.
V roce 2018 činila nezaměstnanost jen okolo dvou procent. Je zde vysoký podíl čerstvě zaměstnaných absolventů (87 %).

### Služby
Význam služeb spočívá mimo jiné také v turistickém potenciálu města. 

### Turistika
Vzhledem k svému významu jako jednoho z center dějin maďarské státnosti je Székesfehérvár navštěvován především maďarskými turisty a často opomíjen těmi zahraničními.
Samotné město Székesfehérvár ve své strategii vnímá značné nedostatky v potenciálu turistického ruchu, menší počet atrakcí a nedostatečně využívané okolní lokality. Zastiňuje jej nedaleká Budapešť.[zdroj?] I přesto je město nicméně hodnoceno jako jedno z první desítky co do atraktivity maďarských turistických destinací. V červenci 2017 město navštívilo 42 727 turistů.

## Doprava

### Železniční

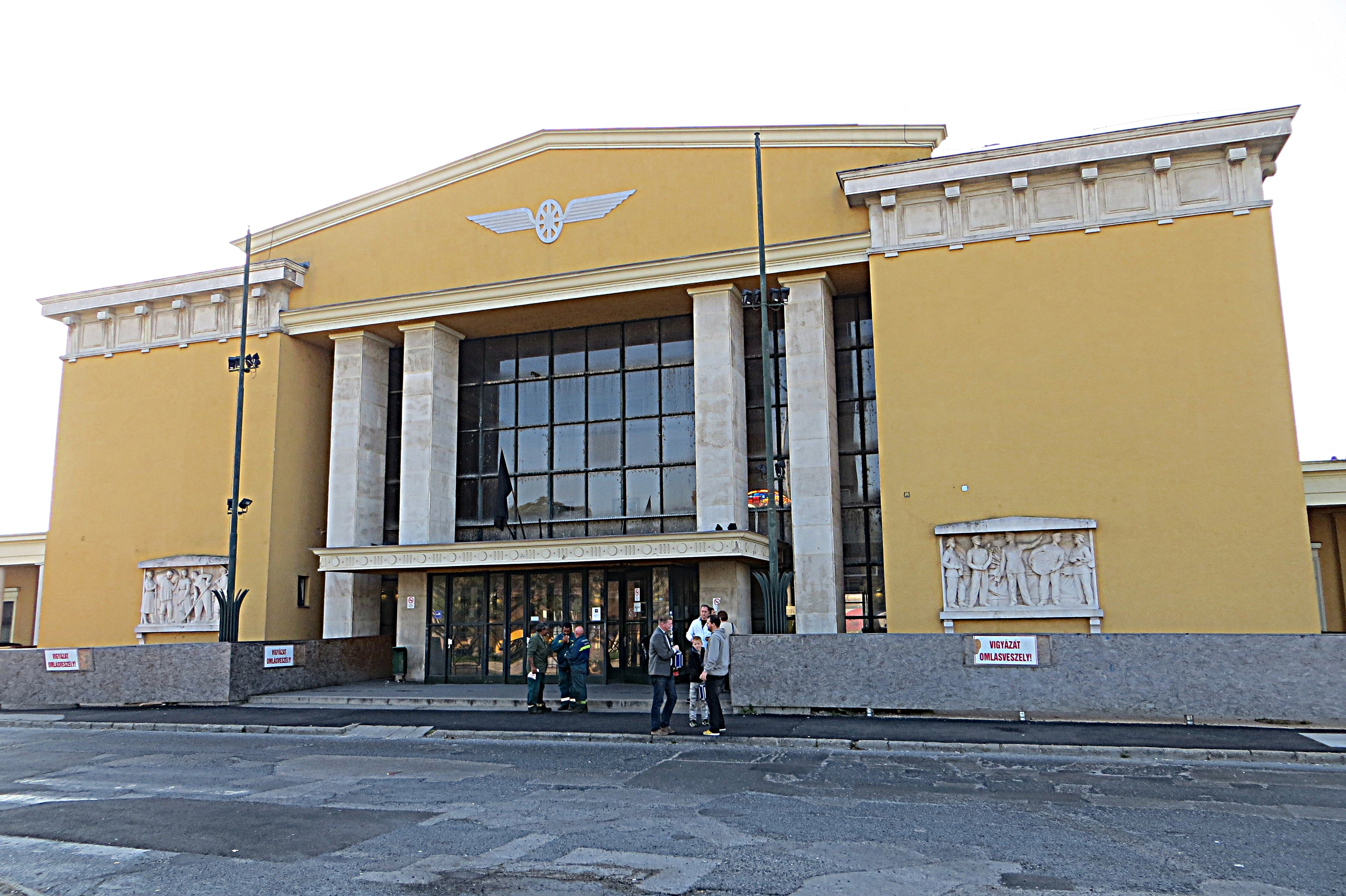
Hlavní nádraží

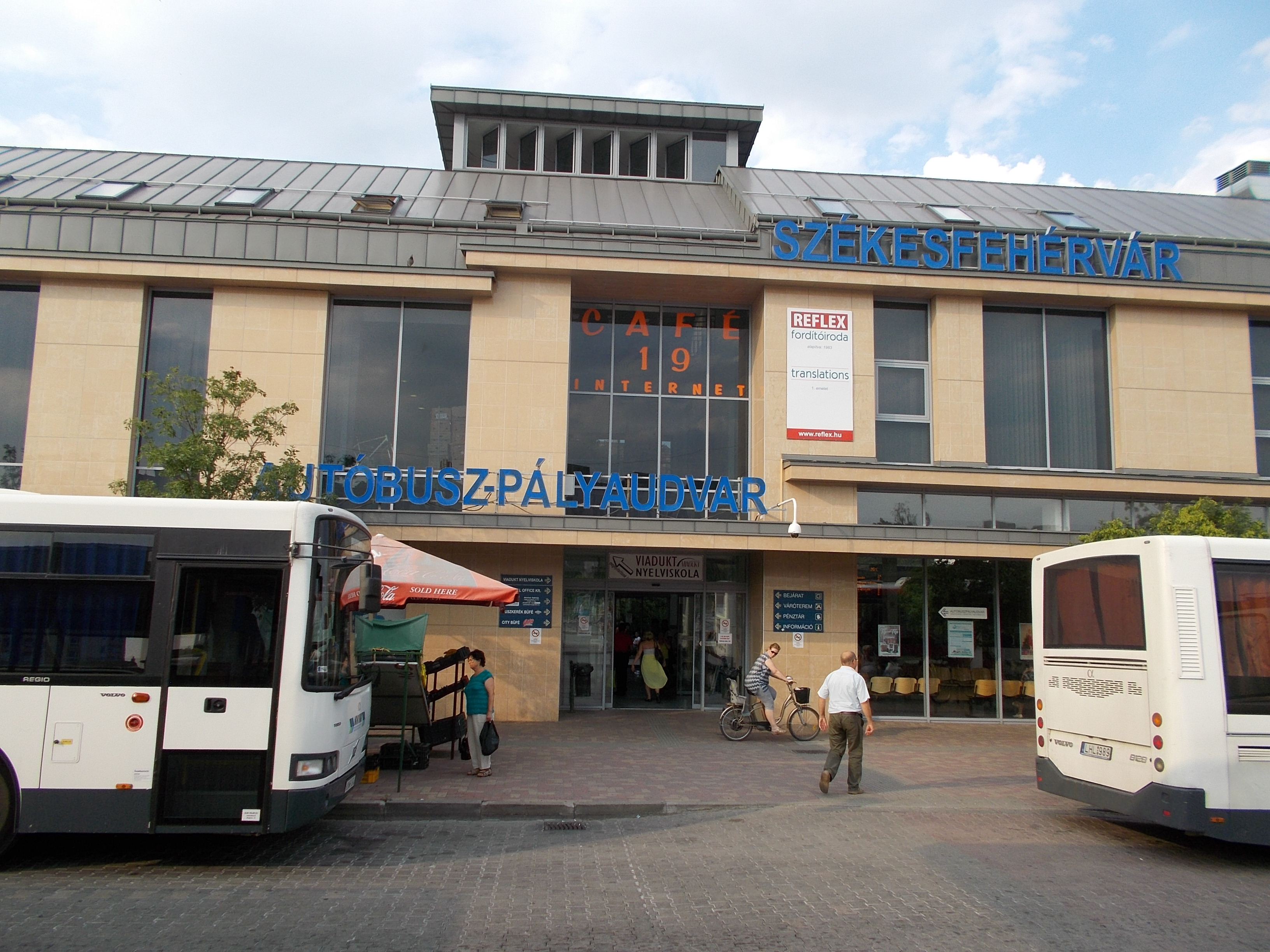
Autobusové nádraží

Székesfehérvár představuje v maďarské železniční síti významnou křižovatku. Hlavní dopravní tah směřuje z metropole Budapešti k Balatonu (Blatenskému jezeru), a potom dále k chorvatské hranici. Z města rovněž vedou i další regionální tratě např. do Komáromu, do Szombathely (Železniční trať Székesfehérvár – Szombathely), do Pustaszabolce, Sárbogárdu apod. Celkem z města směřuje pět železničních tratí. 
Hlavní nádraží se nachází jižně od středu města. Bylo otevřeno (ve své současné podobě) v roce 1938 a ve své době patřilo k nejmodernějším v zemi. Kromě toho se na území Székesfehérváru nachází i několik zastávek. Výhledově by měla být vybudována do Székesfeherváru nová železniční trať, označovaná zkratkou „V0“, která by sem měla vést z Kecskemétu a odlehčit tak dopravní zatížení převážně nákladních vlaků, které projiždějí budapešťským železničním uzlem.
Do města denně dojíždí za prací 32 tisíc lidí.

### Silniční
Jižně od Székesfehérváru prochází i dálnice M7, která Budapešť spojuje s chorvatskou metropolí Záhřebem. Město je dostupné pomocí třech výjezdů (57., 60.a 64. km dálnice). Výhledově by sem měla být přivedena i rychlostní silnice z Komáromu.
Okolo města je ze západní strany vybudován silniční obchvat, který se na dálnici napojuje na výjezdu č. 64. V roce 2023 byla dobudována i jeho jižní část.

#### Městská
Městskou dopravu v Székesfehérváru zajišťují autobusy. V roce 2020 bylo na celostátní úrovni rozhodnuto, že město se stane jednou z pilotních oblastí v zemi, kde bude realizována dekarbonizace autobusové dopravy a budou ve větší míře zařazovány elektrobusy do provozu.

#### Letecká
Jihovýchodně od města leží Letiště Börgönd, které má ale jen velmi omezené využití a disponuje pouze zatravněnou dráhou. Město zvažuje možnost rozvoje a modernizace letiště.

## Společnost

### Školství
Sídlí zde několik vysokých škol, např. Univerzita Jánose Kodolányiho, strojní fakulta Univerzity Starého Budína (maďarsky Óbudai egyetem), některé další vysoké školy ze západního Maďarska zde mají dislokované své fakulty, kampusy apod.

### Zdravotnictví
V Székesfehérváru se nachází univerzitní fakultní nemocnice pro župu Fejér. Byla založena oficiálně v roce 1901, dnes je největší nemocnicí v regionu Zadunají a jednou z nejstarších na území Maďarska. Zaměstnává přes 2700 lidí a má přes 1600 lůžek. V roce 2015 byla rozšířena o nový blok s operačními sály a v letech 2019–2022 zde byl budován další s internou. Ročně ošetří přibližně 47 000 lidí. 

### Sport
Ve městě sídlí hokejový klub Alba Volan a fotbalový klub Vidi, dříve Videoton, který v roce 1985 postoupil do finále Poháru Evropy UEFA. Uvedený fotbalový klub hraje na stadionu Sostó (nacházející se v jižní části města, poblíž zmíněného jezera). Jeho kapacita činí 14200 osob. V jeho okolí se nachází řada různých tréninkových hřišť. Stadion byl přestavěn roku 2018.
V roce 2022 byla budována nová sportovní hala s názvem Alba Arena.
Místní tým amerického fotbalu s názvem Fehérvár Enthroners byl maďarským šampionem v letech 2019 a 2022.

## Životní prostředí a zeleň

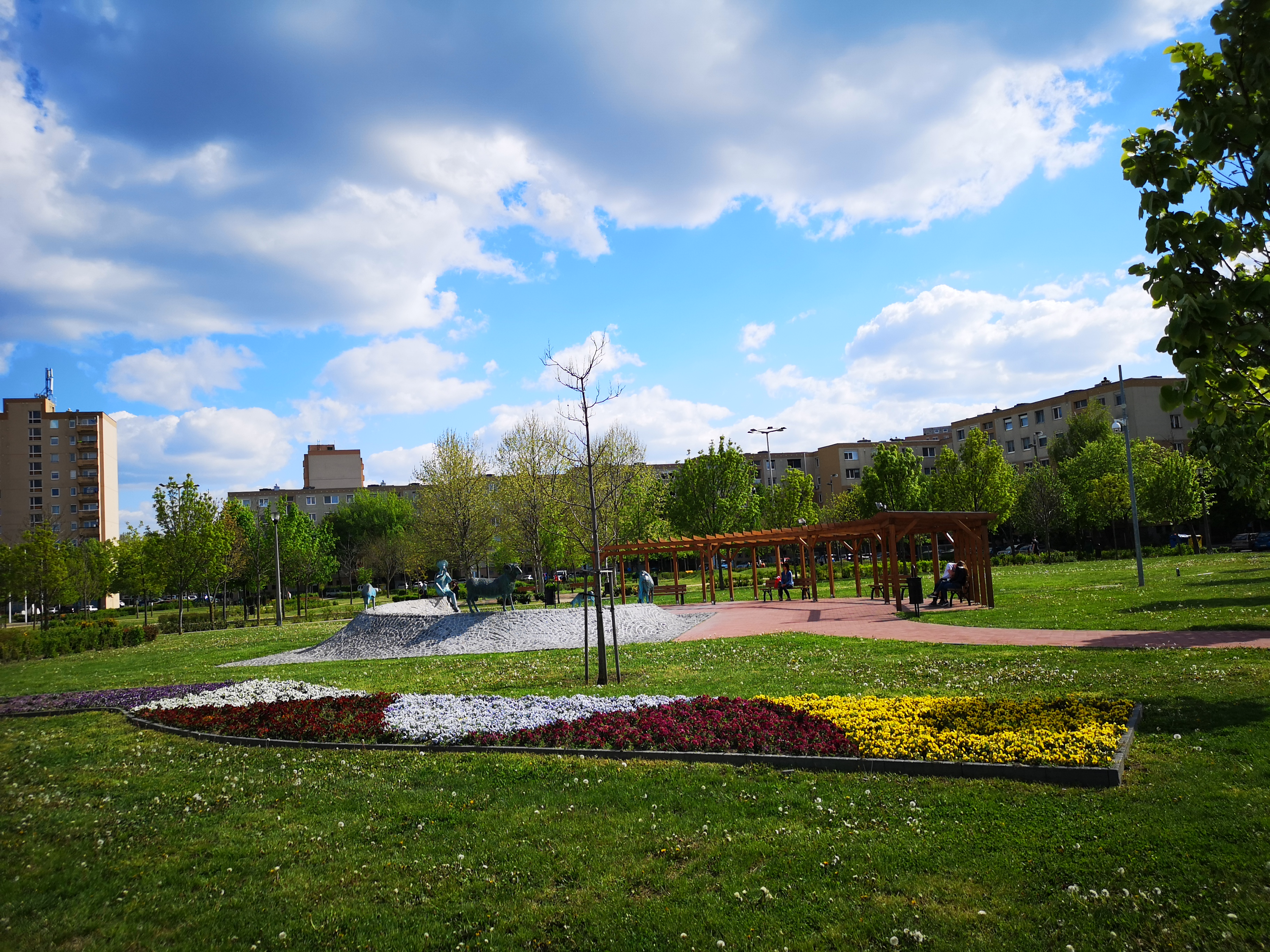
Petőfiho park

Ve městě se nachází řada parků jako např. Halesz park (obnoven v roce 2013, svého času kdysi největší ve městě). Park Zichy zahrnuje také hudební pavilon a přiléhá k centru města ze severní strany. Při rozvalinách původního kostela stojí ještě park Prohászka liget.
Oblibeným rekreačním areálem je jezero Sóstó, které se nachází na jižním okraji města. Je obklopeno lesy a parkem (chráněn jako tzv. Přírodní rezervace Sóstó). V jeho blízkosti se také nachází Sárpentelejský lesopark. Severně od centra města se nachází jezero Csónakázó-tó rovněž s parkem a také růžovou zahradou. Na konci 80. let se zde nacházelo městské koupaliště. U jezera Bregyó-köz se nachází jedno z mála městských kempovišť.
V roce 2022 byla budována nová zelená rekreační plocha s názvem Alsóvárosi rét.
Západně od města se nachází močály, které byly v minulosti zmenšeny výstavbou odvodňovacích kanálů.[zdroj?] Druhou stranou od města, k Velenskému jezeru se potom nachází přírodní rezervace Dinnyési-fertő.
V okolí města se nachází pramen minerální vody Csitáry.

## Kultura

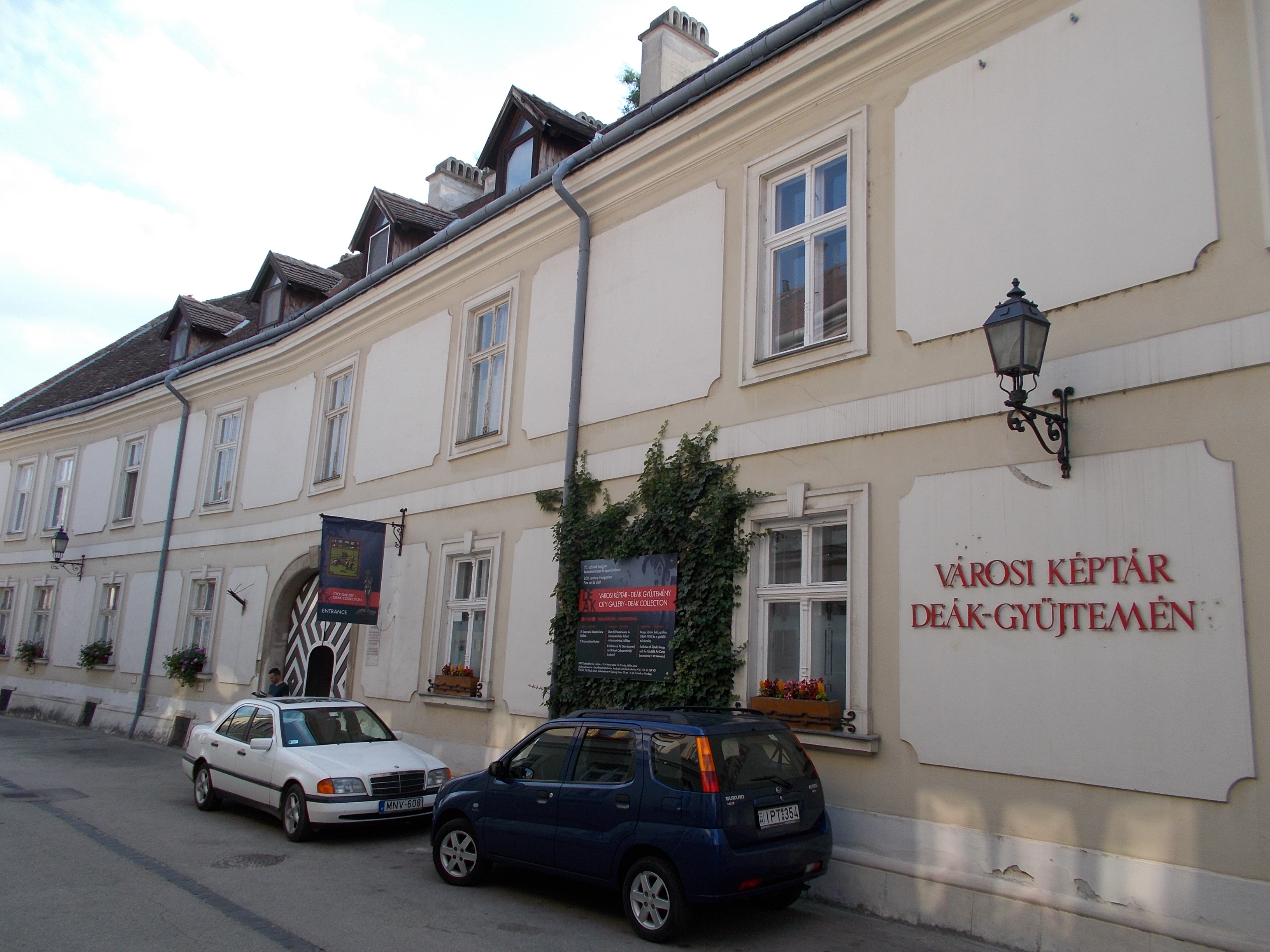
Budova městské galerie s Deákovou sbírkou.

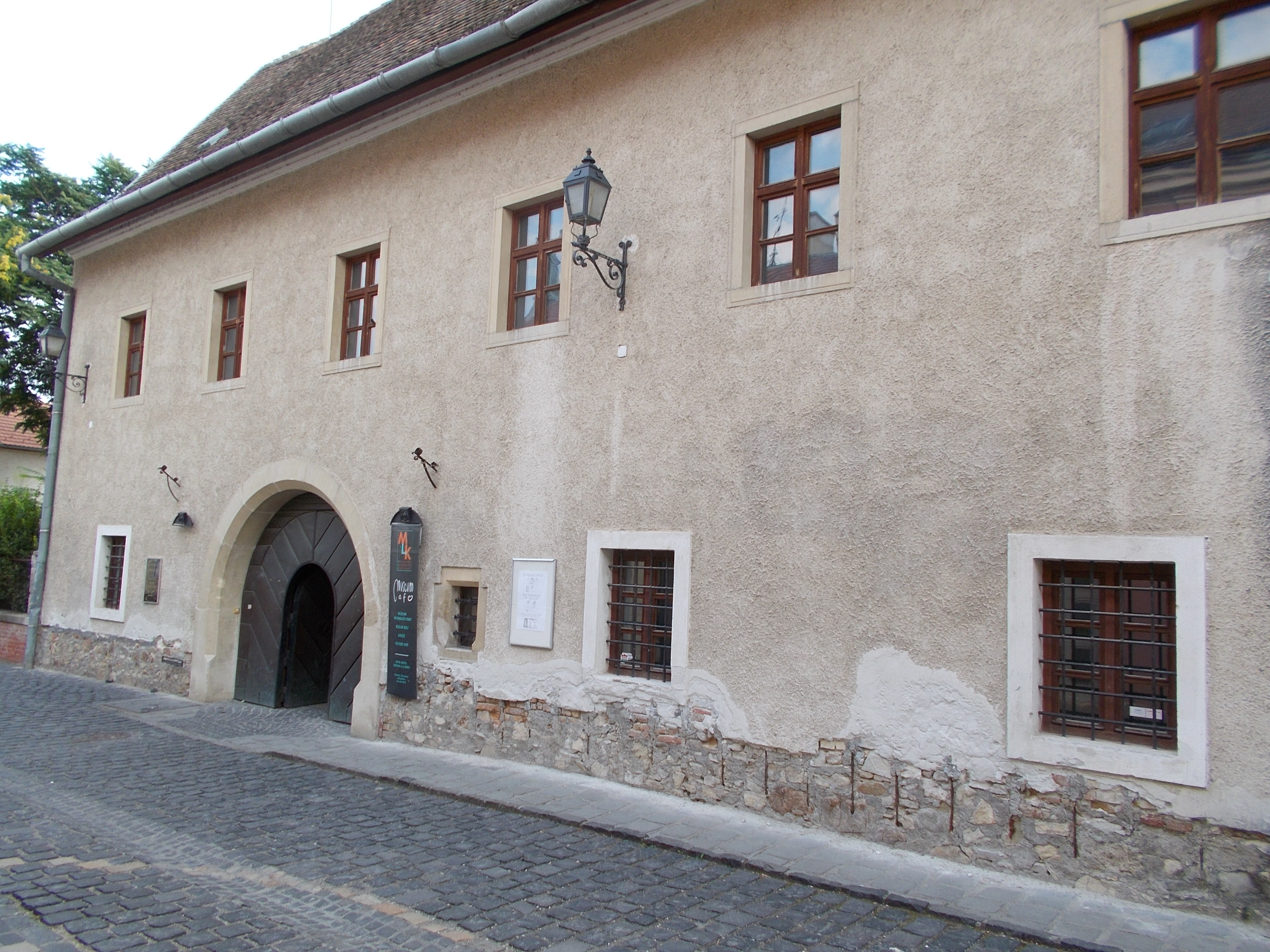
Městské muzeum a jedna z mála historických staveb ve městě.

### Kulturní instituce

#### Muzea
Ve městě stojí několik muzeí, např. Muzeum sv. Štěpána, které vzniklo již více než před 150 lety. Dále zde působí muzeum panenek (maďarsky Hetedhét Játékmúzeum), muzeum lékařství, městské muzeum, nebo církevní diecézní muzeum. 
Ve františkánském klášteře je umístěno muzeum sakrálních předmětů. V okolí města se nachází srbský vesnický skanzen, který v roce 1990 obdržel ocenění Europa Nostra. Tvoří jej jedna ulice se srbským kostelem, integrované do sídlšitě Palotaváros na západním okraji města. Průmyslové dědictví města reprezentuje také muzeum výroby hliníku.

#### Divadla
Mezi kulturní instituce, které v tomto městě sídlí, patří napr. Vörösmartyho divadlo (maďarsky Vörösmarty színház) a dále baletní divadlo. 

#### Knihovny
knihovna, která nese jméno stejného literáta. Místní dům kultury nese naopak jméno Gézy Gárdonyiho.

#### Galerie
V Székesfehérváru stojí městská galerie s Deákovou sbírkou. Kromě toho se zde nachází také i Nová maďarská galerie, která zahrnuje sbírky maďarských mistrů v chronologickém pořadí od 19. století až do současnosti.

#### Kulturní akce
V srpnu se pravidelně v Székesfehérváru konají tzv. Královské dny, pochod připomínající krále sv. Štěpána. Sídlí zde orchestr Alba Regia. Mimo jiné se zde pořádá i festival folklorních tanců nebo středověký festival.
Město pravidelně uděluje ocenění Spolupráce v rámci Karpatské kotliny (maďarsky Kárpát-medencei együttműködésért).

### Kulturní památky a pamětihodnosti města
V Székesfehérváru je evidováno 139 kulturních památek. Dochovány jsou základy středověké baziliky, kde byli uherští králové korunováni (dnes tzv. Romkert). V roce 1938 byly doplněny o mauzoleum sv. Štěpána s kostnicí.
Významným chrámem je rovněž i bazilika sv. Štěpána, zbudovaná v barokním stylu, nebo např. gotická kaple sv. Anny z roku 1470. Cisterciánský klášter pochází z 1745-1751 a byl postaven v barokním stylu. V barokním stylu bylo také obnoveno po tureckých vpádech i historické jádro města, které je dnes často turisty navštěvováno. V něm se nachází také fontána Országalma (doslova státní orb/Státní jablko), připomínající středověké maďarské dějiny, resp. místní městské právo. Dochovány jsou základy původních tureckých lázní (hamam), které byly v centru města odkryty. Zajímavý je např. biskupský palác nebo radnice (postavená v barokním stylu). V ní se nachází kopie svatoštěpánské koruny.[zdroj?] Secesní architekturu představuje tzv. paví dům (maďarsky Pávás-ház). Známou novodobou stavbou na okraji města je zámek Bory-vár, dnes funguje jako muzeum. Budován byl čtyřicet let.
Při příležitosti výročí 1000 let od vzniku města byl odhalen památník tisíciletí, který tvoří tři nápadné třicetimetrové věže. Na jeho základně jsou potom umístěny portréty významných postav dějin města a Maďarska. Zájem turistů rovněž budí i hodinová věž s orlojem. Na okraji města se rovněž nachází i socha tzv. Zlatého býka, místa, kde byl v roce 1222 údajně král Ondřej II. Uherský oznámil svůj zákoník. Do roku 1990 se na místě tohoto památníku nacházel sovětský tank.

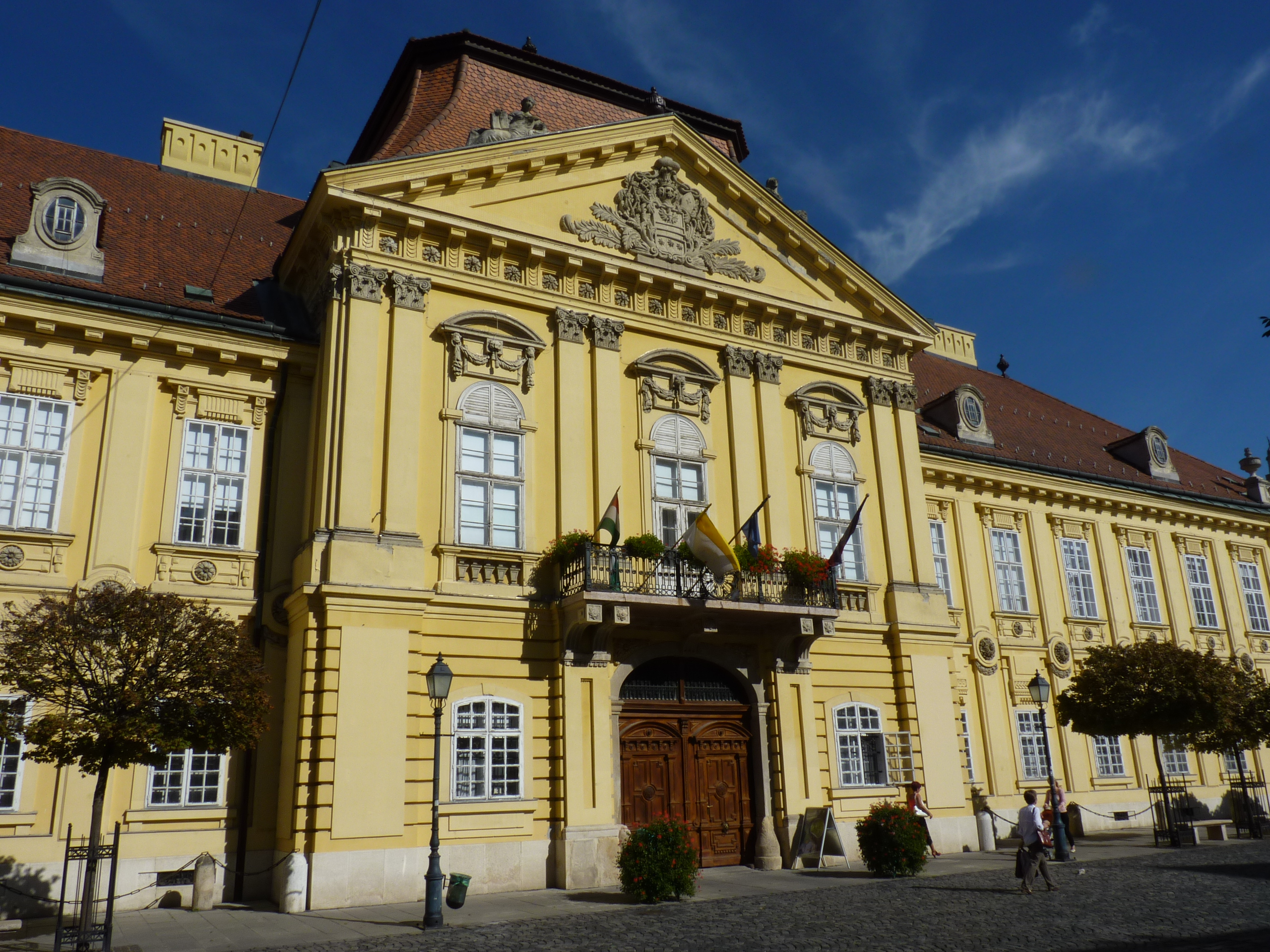
Biskupský palác
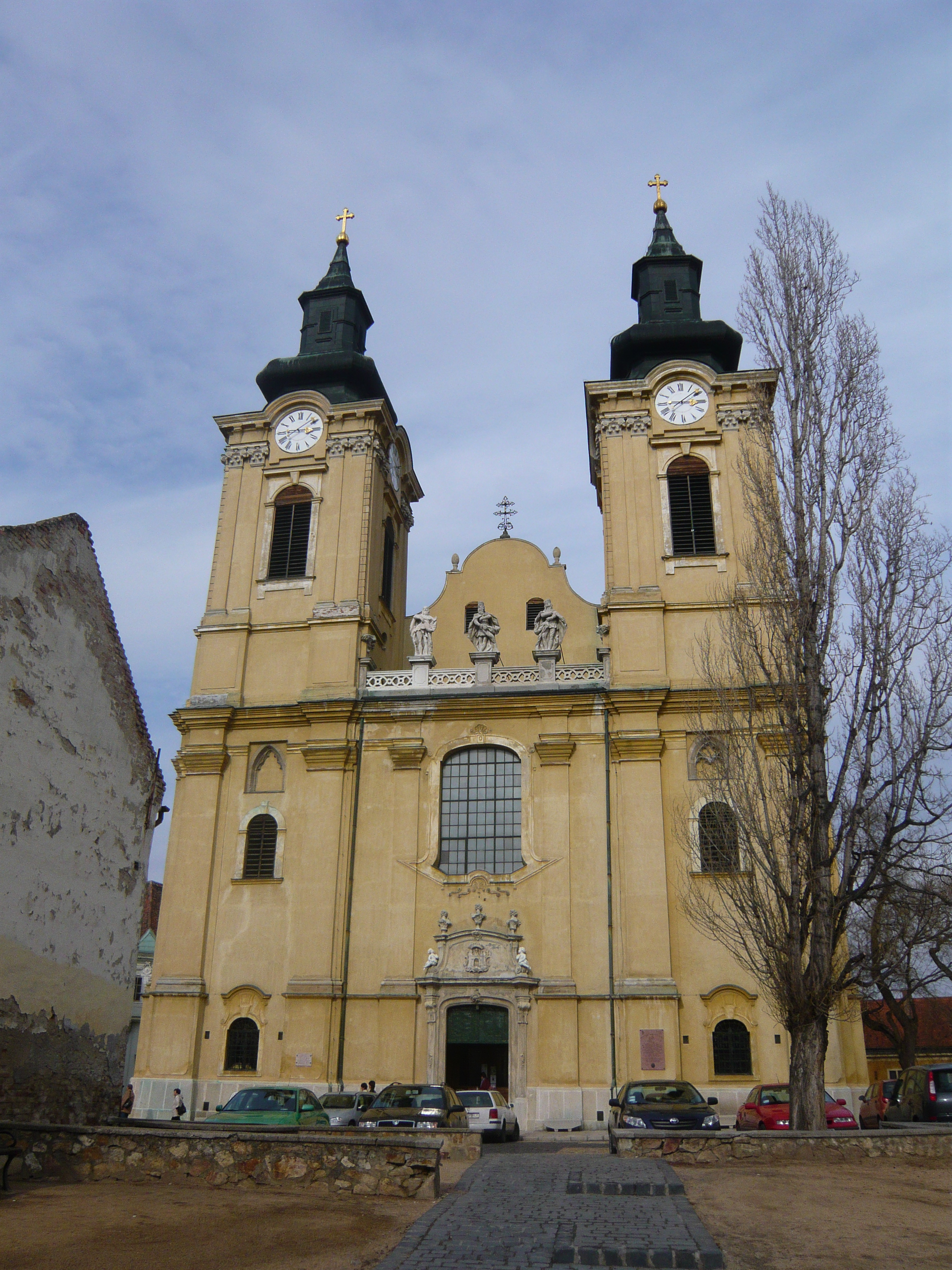
Katedrální bazilika
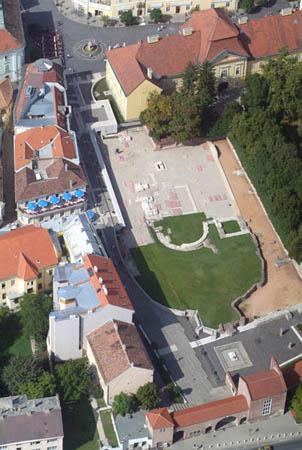
Pozůstatky původního kostela Panny Marie
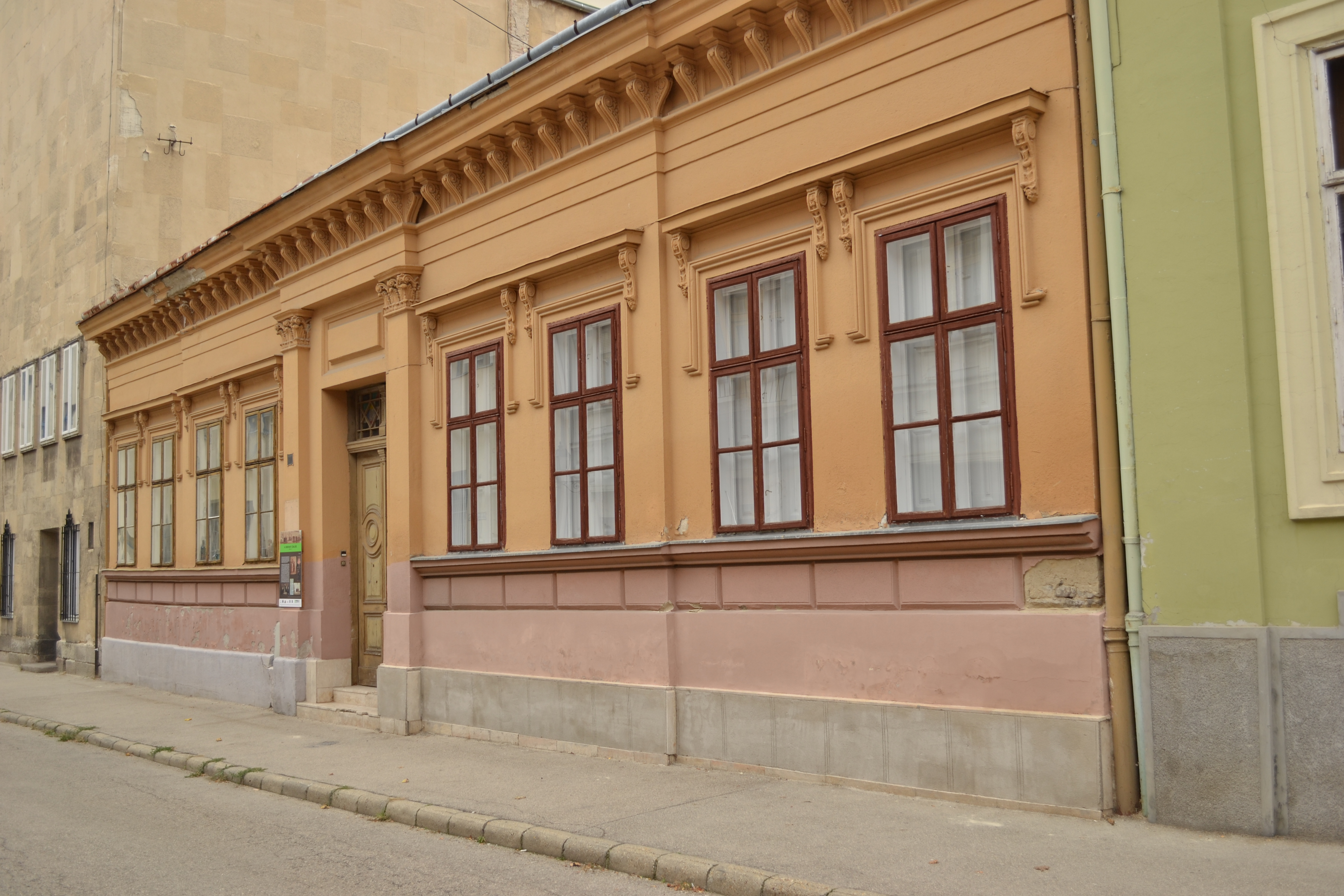
Schaárova galerie
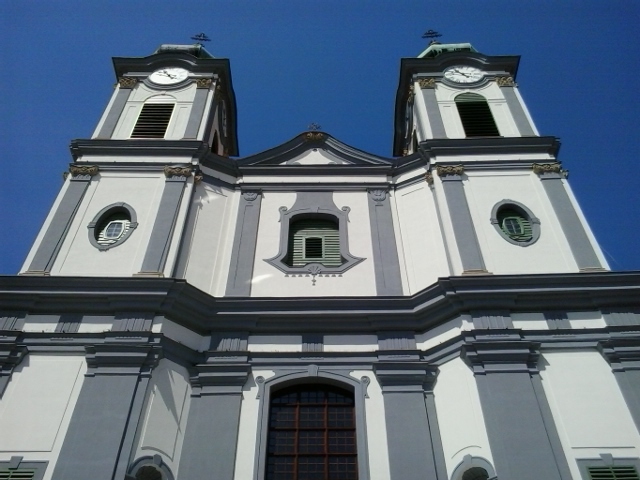
Kostel Panny Marie a Jana Nepomuckého
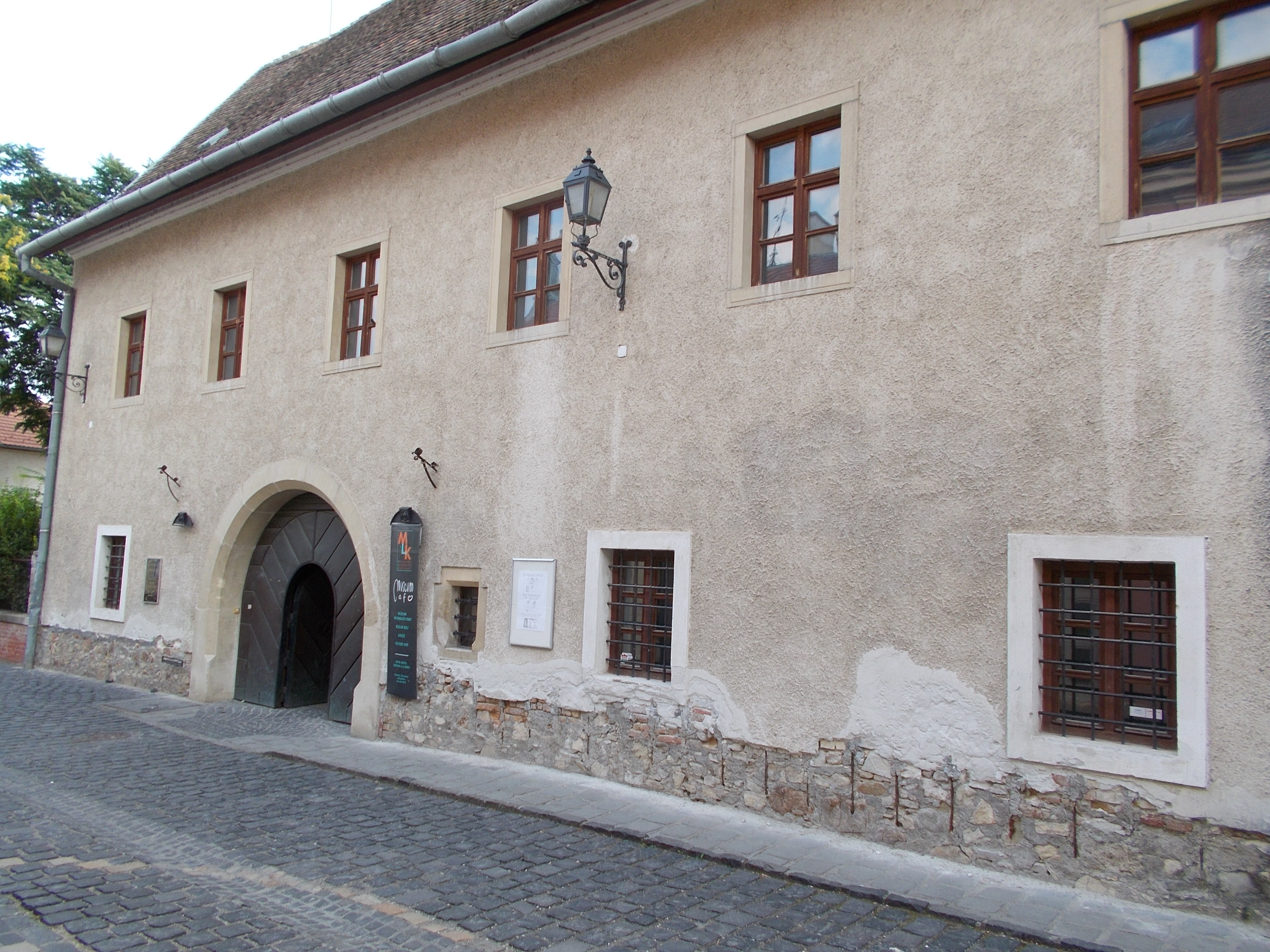
Bývalý župní úřad a dnes historické muzeum
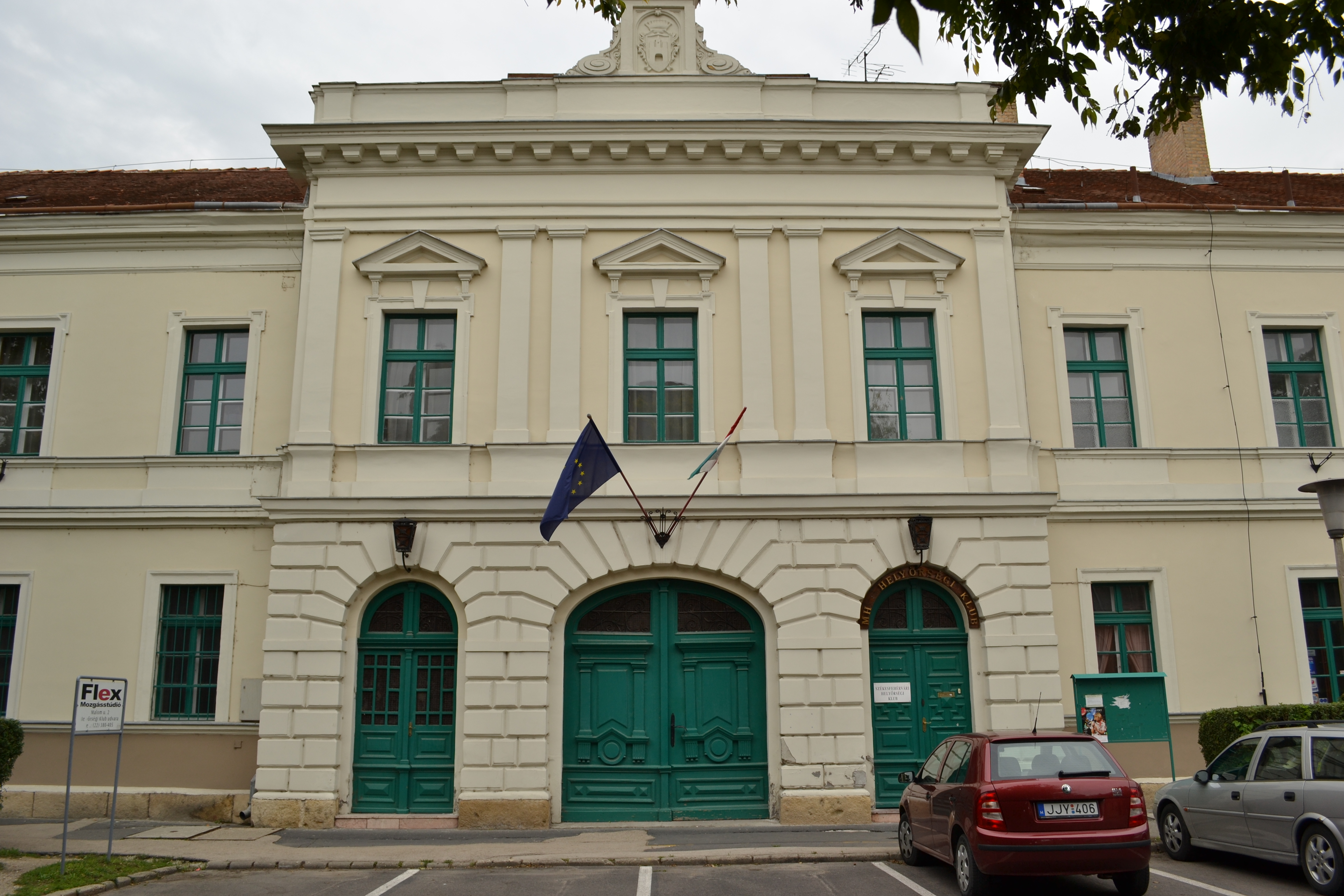
Bývalá kasárna
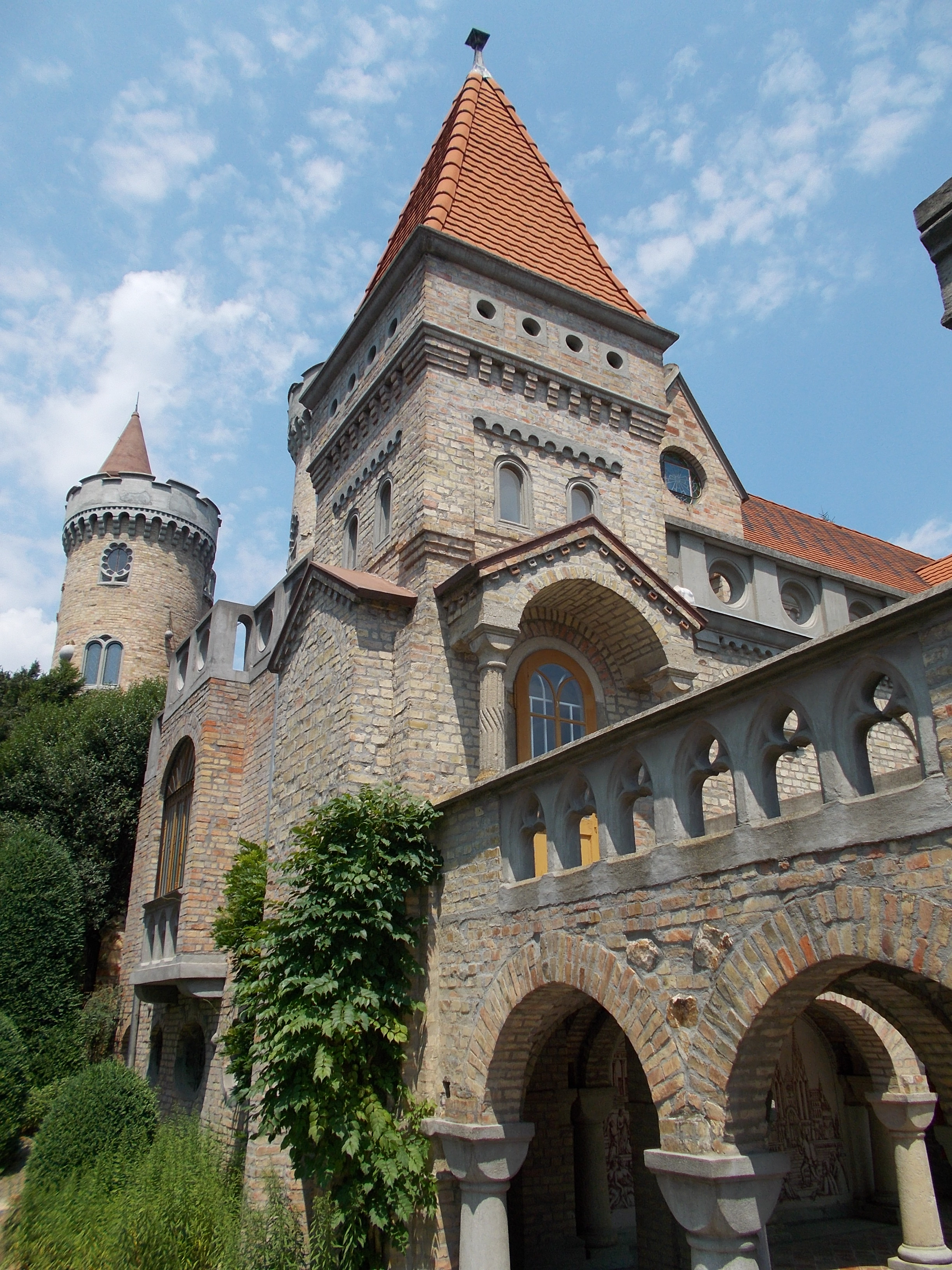
Zámek Bory
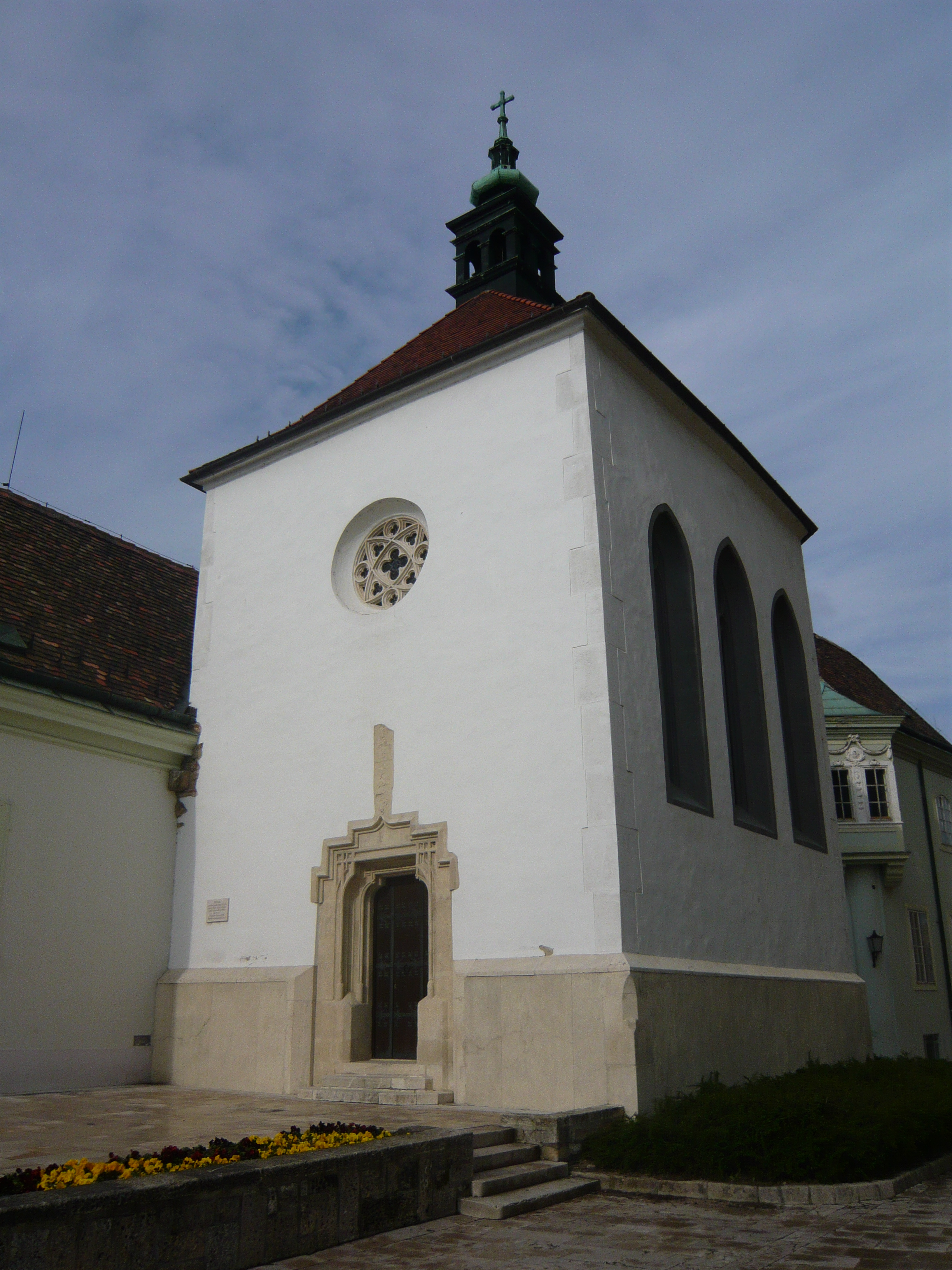
Kaple sv. Anny

## Ve filmu
Ve městě se natáčely scény z filmu Modlitba lovce nebo např. Szétszakítva.

## Osobnosti

### Rodáci

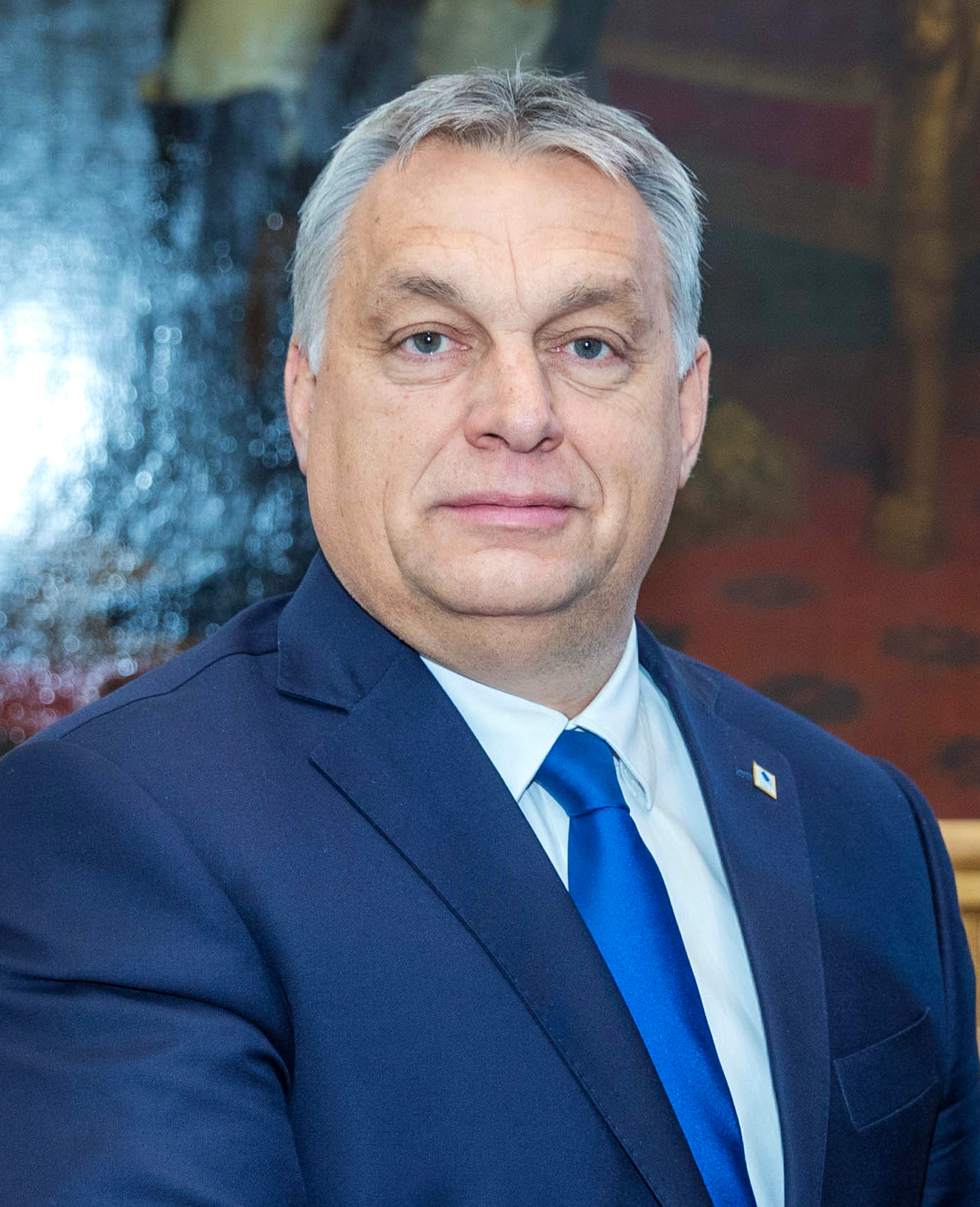
Viktor Orbán (* 1963)

- Jenő Bory, sochař, architekt, stavitel zámku Bory.
- Nándor Fa, cestovatel (obeplul zemi v malém člunu)
- Katarina Ivanovićová, srbská malířka
- Péter Kuczka, spisovatel
- Kornél Lánczos, fyzik
- Ignác Goldziher, orientalista
- Viktor Orbán, předseda maďarské vlády v letech 1998–2002 a od roku 2010
- Katalin Bogyayová, novinářka
- Lajos Terkán, astronom
- Miklós Ybl, architekt
- Péter Mészáros, filmový režisér
- Sára Mészáros, herečka
- János Szemenyei, herec
- Ferenc Kiss, maďarský herec a umělec
- Dominik Szoboszlai, fotbalista
- Emil Csitáry, meziválečný starosta města
- Pál Hatzinger, stavitel[45]

## Partnerská města
- Alba Iulia, Rumunsko
- Birmingham, Alabama, USA
- Blagoevgrad, Bulharsko
- Bratislava, Slovensko
- Cento, Itálie
- Chorley (Lancashire), Velká Británie (1991)
- Kemi, Finsko
- Luhansk, Ukrajina
- Opole, Polsko (1978)
- Sariwon, Severní Korea
- Schwäbisch Gmünd, Německo (1991)
- Zadar, Chorvatsko
- Ostřihom, Maďarsko (od roku 2023)[46]